# Independança
Independança é o primeiro álbum de estúdio e o terceiro registo discográfico da banda de pop rock português GNR. Editado em 1982 pela EMI - Valentim de Carvalho.  O disco foi um êxito na crítica mas um fracasso em vendas. 

## Descrição do álbum
Nota-se uma forte mudança na sonoridade em comparação com os anteriores registos discográficos, trocando o rock pela experimentação de novos sons, caso do tema "Avarias" que originalmente ocupava todo o lado B da edição em vinil.  Este álbum marca a estreia de Rui Reininho na banda como vocalista e na escrita das canções. A faixa "Hardcore (1º Escalão)" foi o single escolhido para representar o álbum. 
A capa é da autoria do artista plástico Luís Camacho.
Em 2007 Independança é reeditado em duplo CD, recuperando os singles "Portugal na CEE", "Sê Um GNR" e "Twistarte" com os respectivos lados B. 

## Faixas

### LP

#### Lado A
| N.º | Título                    | Duração |  |
| 1.  | "Agente Único"            | 3:13    |  |
| 2.  | "O Slow que Veio do Frio" | 4:14    |  |
| 3.  | "Dupond & Dupont"         | 4:21    |  |
| 4.  | "Hardcore (1º Escalão)"   | 4:24    |  |
| 5.  | "The Light"               | 3:40    |  |
| 6.  | "Bar da Morgue"           | 3:11    |  |
| 7.  | "Independança"            | 1:12    |  |

#### Lado B
| N.º | Título    | Duração |  |
| 1.  | "Avarias" | 25:59   |  |

### CD
1. Agente Único
2. O Slow que Veio do Frio
3. Dupond & Dupont
4. Hardcore (1º Escalão)
5. The Light
6. Bar da Morgue
7. Independança
8. Avarias

#### CD Extra
1. Portugal na CEE
2. Espelho Meu
3. Sê Um GNR
4. Instrumental Nº1
5. Twistarte
6. TV Mural
7. General Eléctrico

## Membros da banda
- Rui Reininho   (voz)   [4]
- Vitor Rua (baixo e guitarra)   [4]
- Alexandre Soares   (guitarra)   [4]
- Miguel Megre   (teclas)   [4]
- Tóli César Machado   (bateria)   [4]